# Zé Soares
José Soares da Silva Filho, Conhecido Como Zé Soares, (Paulo Afonso, 27 de julho de 1983), é um ex-futebolista brasileiro que atuava como atacante.

## Biografia
Zé Soares começou jogando futebol amador na cidade de seu nascimento. Após ser reprovado em nos testes que fez, em vários clubes baianos, foi a São Paulo fazer mais tentativas. Passou no teste do Palmeiras, lá ficou de 2000 a 2004. Em 2005, foi emprestado ao Luverdense, onde disputou o campeonato Mato-grossense daquele ano, fazendo boa participação. Logo em 2006, foi contratado pelo São Bento, participando assim, do Campeonato Paulista Série A-2. No ano seguinte foi pretendido e levado ao maior rival do São Bento, o Clube Atlético Sorocaba, ficou no primeiro semestre de 2006, pois no segundo semestre daquele ano, foi emprestado ao Clube do Remo, para jogar o Campeonato Brasileiro da 2° Divisão. Logo após o término do mesmo, foi devolvido ao clube que tinha seu passe. Nesta volta, foi pouco utilizado e acabou saindo do Atlético Sorocaba, voltando novamente ao Clube do Remo. Após uma péssima campanha do seu clube, foi negociado com o Levsky Sofia, da Bulgária, após dois anos, onde conseguiu os títulos do Campeonato Búlgaro e da Taça da Bulgária, chegando ainda a disputar a Champions League e UEFA Europe League. Depois, foi negociado com o Metallurg Donetsk, da Ucrânia.

## Títulos
Levski Sofia
- Liga Profissional Búlgara de Futebol A: 2009
- Supercopa da Bulgária: 2009